# Conophorus gracilis
Conophorus gracilis är en tvåvingeart som beskrevs av Dils 2006. Conophorus gracilis ingår i släktet Conophorus och familjen svävflugor.
Artens utbredningsområde är Turkiet. Inga underarter finns listade i Catalogue of Life.